# Iron Butterfly
Iron Butterfly — американская рок-группа, образовавшаяся в 1966 году в Сан-Диего, Калифорния и исполняющая тяжёлый эйсид-рок с элементами прогрессивного рока. Международную известность Iron Butterfly принёс сингл «In-A-Gadda-Da-Vida» (#30 US, 1968), первая «тяжёлая» композиция, зазвучавшая в американском радиоэфире и, как отмечают некоторые источники, — одно из первых произведений в жанре хеви-метал. Четыре альбома группы поднимались в первую двадцатку Billboard 200, альбом In-A-Gadda-Da-Vida (#4, US, 1968) разошёлся общим тиражом более 25 миллионов экземпляров. Iron Butterfly неоднократно реформировались; квартет, созданный в 2004 году Роном Буши и Ли Дорманом, участниками классического состава, продолжал функционировать вплоть до смерти Дормана в декабре 2012 года. В 2014 году группа вновь воссоединилась.

## История группы

### Первый этап и первый распад (1966—1971)

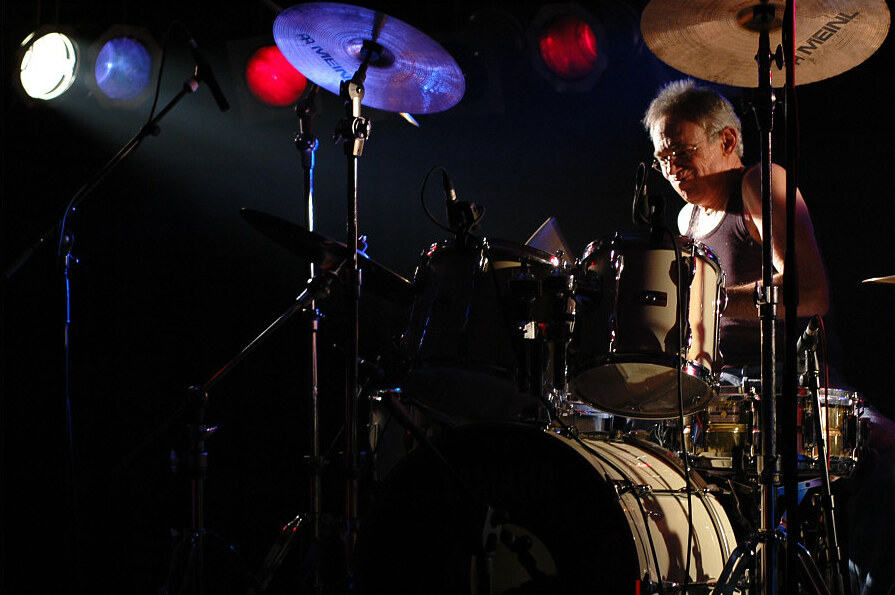
Рон Буши во время концерта Iron Butterfly в Германии. Май, 2005.

Iron Butterfly образовались в Сан-Диего, Калифорния, в 1966 году: основателями коллектива были вокалист и органист Дуг Ингл (англ. Doug Ingle), Джек Пинни (Jack Pinney, ударные), Грег Уиллис (Greg Willis, бас-гитара) и Дэнни Вейс (Danny Weis, гитара), к которым вскоре присоединился Дэррил Делоуч (Darryl DeLoach, тамбурин, вокал). Гараж родителей последнего стал для коллектива местом репетиций.
Вскоре Iron Butterfly переехали в Лос-Анджелес и стали выступать в местных клубах. Уиллиса и Пинни в составе заменили соответственно Джерри Пенрод (Jerry Penrod) и Брюс Моррис (Bruce Morris), который в свою очередь уступил место Рону Буши (Ron Bushy). Весной 1967 года группа получила контракт с Atco (филиалом Atlantic Records).
В 1968 году группа выпустила дебютный альбом Heavy, одну из первых работ американского хард-рока. Сразу же после того, как дебютный альбом был записан все, кроме Буши и Ингла покинули состав; дуэт, опасаясь, что из-за этого альбом может не выйти вообще, быстро нашли ушедшим замену: в группу пришли басист Ли Дорман и гитарист Эрик Бранн (Erik Brann, также Erik Braunn). Пока группа гастролировала (в частности, с The Doors, Jefferson Airplane, The Grateful Dead, Traffic, The Who и Cream) альбом оставался в чартах журнала Billboard в течение года.
Новый состав в июле 1968 года выпустил альбом In-A-Gadda-Da-Vida, который 7 сентября впервые вошёл в чарты «Биллборда». Альбом разошёлся 4-миллионным тиражом за первый год после выпуска, установив таким образом рекорд, который до сих пор не побит. По этому поводу и был учреждён «платиновый» диск, который Iron Butterfly и получили также первыми в истории рока из рук руководителя Atlantic Records Ахмета Эртегюна.
17-минутный «In-A-Gadda-Da-Vida», заглавный трек второго альбома, вышел синглом (в сокращённой, трёхминутной версии), стал хитом, имел «потрясающий резонанс в музыкальном бизнесе» и во многом предопределил ту ветвь развития прогрессивного рока, где стали использоваться продолжительные импровизации. Принято считать, что Ингл создал эту вещь в таком состоянии, что даже не смог правильно написать название «In The Garden Of Eden». Согласно другой версии, автором риффа является Эрик Бранн, пришедший в состав в 17-летнем возрасте и к тому времени наркотиками и алкоголем не злоупотреблявший. Второй альбом группы продержался в американских чартах 140 недель, из них 81 неделю — в первой десятке. К настоящему времени суммарный тираж пластинки составляет около 30 миллионов.
В 1968 году группа вместе с Cream снялась в фильме «Дикая семёрка». Их композиция Easy Rider (Беспечный ездок) звучит в одноимённом фильме.
Третий альбом 1969 года — Ball — оказался более разнообразным в стилистике: он поднялся на вершину Billboard 200, провёл в списках 44 недели и получил впоследствии золотой статус, но реакция критики на него разочаровала музыкантов. Iron Butterfly провели год в непрерывных гастролях по США, Канаде и странам Европе, выступая, в числе прочих, с Джими Хендриксом, Led Zeppelin, Фрэнком Заппой, Chicago, Дженис Джоплин, Steppenwolf.
В августе 1970 года группа выпустила четвёртый студийный альбом 'Metamorphosis, записанный без Бранна, но с поющим гитаристом Майком Пинерой (который позже возглавил группу Ramatam и аккомпанировал Элису Куперу) и гитаристом Ларри «Носорогом» Райнхардтом. Он смог попасть в топ-20.
Дуг Ингл, не согласившись с новым соул-блюзовым звучанием, решил покинуть группу во время тура с Yes, проходившего в Европе в январе-феврале 1971 года. Без органиста четыре оставшихся участника впервые за свою историю (при том, что Буши был заменён на сингле сессионным барабанщиком по просьбе продюсера) выпустили сингл «Silly Sally», духовые в котором придали звучание, напоминающее саунд Blood Sweat and Tears. Он не смог попасть в чарты и оказался последней записью группы до её реформации в середине 1970-х годов.
После этого группа, вместе с вновь присоединившимся Инглом, решила провести свой последний тур, объединившись с Black Oak Arkansas. Коллега Пинеры по Blues Image, барабанщик Мэнни Бертематти, заменил Буши на многих выступленях после того, как тот получил травму плеча. Группа распалась после финального выступления в Central Oregon Community College, проходившего в Бенде, в штате Орегон 23 мая 1971 года. В качестве одной из причин распада группы по словам Пинеры послужила невыплата налогов со стороны IRS.
Впоследствии Дорман и Рейнхардт основали группу Captain Beyond.

### Реюнионы (1974—2011)
В 1974 году с Бранном связался промоутер с предложением реанимировать Iron Butterfly. В итоге тот воссоединился с Роном Буши, чтобы создать новую версию коллектива, и подписал контракт с MCA Records. В новый состав также вошли: друг Буши, бас-гитарист Филип Тейлор Крамер (позже в феврале 1995 года он пропал без вести, а в мае 1999 года его останки и микроавтобус были найдены на дне каньона Декер) и клавишник Говард Рейтзес, друг Бранна, который работал в музыкальном магазине. Бранн, который в предыдущих воплощениях Iron Butterfly пел только эпизодически, на сей раз стал основным вокалистом. В январе 1975 года состоялся релиз альбома Scorching Beauty с Рейтзесом, а в октябре того же года вышел Sun and Steel с заменившим его Демартинисом. Оба альбома были подвергнуты критике из-за малого сходства с ранними работами группы и продавались плохо по сравнению с предыдущими релизами.
В 1977 году состав Буши/Бранн/Крамер/Демартинес распался отчасти из-за плохих менеджмента и концертов, которые сначала начались в кинотеатрах, но в итоге закончились в барах и клубах. После этого Буши, Крамер и Демартинес создали группу Magic, в то время как Ли Дорман и Рино создали новую версию IB, которая включала в себя британского певца Джими Хендерсона, клавишника Ларри Кирнана, гитариста Дэвида Лава и барабанщика Кевина Карамитроса. Этот состав гастролировал в основном на юге США, и в конечном счёте просуществовал недолго. В 1978 году состав уже включал в себя Дормана, Карамитроса, Пинеру и клавишника Джона Леймсайдера. Этот состав тоже был недолговечен.
В конце 1978 года немецкий промоутер предложил группе отправиться в тур по Германии. Состав времён Metamorphosis (Ингл, Буши, Дорман, Пинера и Рино) готовился туда отправиться, но как раз перед отъездом отец Дормана заболел, и на его место был взят Кит Эллис (ранее Boxer), поскольку Дорману пришлось вернуться в Штаты. Однако во время тура Эллис неожиданно умер 12 декабря 1978 года в Дармштадте из-за осложнений, вызванных употреблением алкоголя и воспалением зубов. После этого в группу снова вернулся Дорман.
Вернувшись в США состав времён Metamorphosis отыграл несколько выступлений в начале 1979 года с присоединившимся Эриком Бранном в качестве гостя. Однако в конце года Буши вернулся в свою группу Gold, и следующий состав IB включал в себя Майка Пинеру, Ли Дормана, Дуга Ингла, вернувшегося Джона Леймсайдера и бывшего коллегу Дормана по Captain Beyond, барабанщика Бобби Колдуэлла.
Ещё в том же году к группе присоединился Бобби Хасбрук с Гавайев в качестве ведущего гитариста и вокалиста, наряду с Дорманом, Бранном, Колдуэллом и Леймсайдером.
С конца 1979 года у IB был нестабильный состав: Бранн, Дорман, Леймсайдер, Колдуэлл и Хасбрук (1979); Пинера, Дорман, Бранн, Хасбрук, Колдуэлл и Натан Пино — клавишные (1979); Дорман, Бранн, Хасбрук, Тим Кислан — клавишные, Зэм Джонсон — ударные и Старз Вандерлокет — перкуссия, вокал (1980); Дорман, Рино, Леймсайдер, Рэнди Скирвин — гитара, Джимми Рок — ударные и Люк — перкуссия, вокал (1981—1982); Пинера, Дорман, Рино, Гай Бэбилон — клавишные и Иэн Ювена — ударные (1982), а также Пинера, Бранн, Дорман, Рино, Бэбилон и Буши (1982).
31 июля 1982 года состав, состоявший из Пинеры, Бранна, Дормана, Рино, Бэбилона и Буши, совершил визит в Music Sound Connection Studio в «Студио-Сити» в Калифорнии, чтобы записать новый материал. Но ничего из этого так до сих пор не издано.
В конце 1982 года Ингл снова вернулся на сцену вместе с Джоном Ширером на барабанах (из группы Стива Хэкетта) и перкуссионистом Люком, в то время как Буши ушёл из музыки, чтобы стать продавцом инструментов Makita. Бранн также к тому моменту тоже оставил группу.
В 1983 году Пинера снова оставил группу, а в сентябре того же года IB начала работать над новым материалом вместе с барабанщиком Джерри Соммерсом, стучавшим на некоторых треках. Но в очередной раз ничего из этого не вышло.
В начале 1984 года Дорман, Ингл, Рино и барабанщик Рик Ротанте гастролировали в рамках тура «Wings of Flight» вместе с Ленни Кампанеро (ранее Badfinger), которого вскоре заменил Ротанте во время студийных сессий в Salty Dog Studios в Ван-Найсе в Калифорнии.
В конце 1984 года состоялся «Legends Tour», в котором приняли участие Ингл, Дорман, Кампанеро и гитарист Стив Фишер (позже Steppenwolf). Вскоре другой участник Steppenwolf, басист Кёртис Тил заменил Дормана во время тура «Phoenix», проходившего в конце 1985 года и завершившегося в ноябре того года. Вскоре после этого Тил неожиданно скончался 2 декабря от шума сердца. Затем группа снова распалась из-за проблем, связанных с менеджерами.
Весной 1987 года Буши и Пинера собрались вместе и начали тур Iron Butterfly «Wings of Flight 87» (Дорман в этом воссоединении не участвовал, поскольку на тот момент был капитаном рыболовецкого судна) с Эйсом Бейкером (клавишные) и Келли Рубенсом (бас-гитара). Тим Вон Хоффман и Глен Рапполд (гитара, бас-гитара) вскоре заменили Эйса Бейкера и барабанщика Донни Восбурга (ранее он играл вместе с Пинерой в Thee Image), а затем и Рона Буши на некоторых выступлениях. Этот состав был непродолжительным, а затем после этого Бранн и Буши создавали свои версии IB, которые никогда не давали концертов, на протяжении всего года (см. хронологию составов ниже).
В декабре 1987 года «классический состав» Ингл, Бранн, Дорман и Буши сыграл вместе в The Roxy Theatre в Западном Голливуде и начал тридцатидневное турне по восточному побережью зимой и весной 1988 года. Кульминацией его стало выступление, состоявшееся 14 мая 1988 года, посвящённое 40-летию со для образования Atlantic Recording Corporation (Atlantic Records 40th Anniversary) в Madison Square Garden, наряду с Led Zeppelin и другими.
После этого Бранн и Дорман решили продолжить совместную деятельность, позвав Рино, клавишника Дерека Хилланда и барабанщика Сэла Родригеса (которого потом заменил Кенни Сюрез). Также к ним присоединились певец/фронтмен Стив «Мик» Филдман и бэк-вокалистки Джоан Курман-Монтана и Сесилия Ноэл, укомплектовав таким образом состав для нескольких концертов 1989 года. Также для нескольких выступлений осенью того 1989 года был задействован барабанщик Дуг Фридман, который временно подменил Сюреза.
В августе 1989 года состав IB Бранн, Дорман, Рино, Хилланд, Филдман и Сюрез выступил на фестивале Woodstock '89, посвящённом 20-летию Вудстока.
В 1990 году после того, как Бранн вместе с ещё некоторыми участниками оставил Iron Butterfly навсегда, Дорман, Рино, Хилланд и Сюрез записали альбом вместе с певцом Робертом Теппером. Он должен был стать релизом IB под названием We Will Rise, но его выход был отложен. В конечном итоге переработанным он вышел как сольник Теппера под названием No Rest For The Wounded Heart.
После того, как состав с Теппером не смог прорваться, Теппер ушёл, чтобы возобновить свою сольную карьеру, а Дорман, Рино и Буши продолжили в начале 1993 года вместе с клавишником группы Бартом Диасом. Но вскоре Рино и Диас приняли решение уйти из группы, а на замену им вернулся Пинера вместе с клавишником Хилландом. Пинера к тому моменту создал свою группу, The Classic Rock All-Stars, и не мог присутствовать на некоторых выступлениях Butterfly. Гитарист Дэнни Артаче (лето 1993), а затем Дуг Босси (1994) заменяли Пинеру до тех пор, пока тот окончательно не покинул группу в 1994 году наряду с Босси, а на замену им был взят Эрик Барнетт (в 1995 году).
С 1994 по 1999 годы на клавишах и на вокале снова был вернувшийся Дуг Ингл. В 1997 году группа отправилась в тур по Европе с членами «классической эры» Инглом, Буши и Дорманом, наряду с Хилландом и Барнеттом. В 2008 году этот тур был издан на DVD. Также коллектив написал несколько новых песен («Silent Screaming» и «Whispers in the Wind») и планировал выпустить новый студийный альбом, но это так и не было реализовано. Хилланд оставил группу в том же 1997 году, а Ингл официально отошёл от концертной деятельности в начале 1999 года. Вокалист/клавишник Дэмиан Бюджанта пробыл в составе группы относительно недолгое время и вскоре был вынужден уйти по личным причинам. С 1999 по 2005 годы клавишником и вокалистом группы был Ларри Раст.
В 2001 году, когда Ли Дорман заболел, Оли Лариос подменял его на басу на некоторых выступлениях.
В 2002 году в группу пришёл гитарист/вокалист Чарли Маринкович. Родом из Сиэтла, Маринкович ранее играл с Рэнди Хансеном и другими.
Вокалист оригинального состава Даррэл Делоач (род. 12 сентября 1947) умер от цирроза печени 3 октября 2002 года.
25 июля 2003 года от сердечного приступа в возрасте 52 лет скончался Эрик Бранн.
Немецкий скрипач, клавишник и вокалист Мартин Гершвиц, ранее игравший с Литой Форд, Митом Лоуфом, Уолтером Траутом, а также с Eric Burdon и The Animals, присоединился к группе в 2005 году, заменив Ларри Раста.
В начале 2006 года Раст ненадолго присоединился к группе для замены Гершвица на концертах в Италия, Хорватии и Австрии. Позже в том же году Кен Чалупник и Дэйв Мерос подменяли Дормана.
В начале 2010 года было объявлено, что Iron Butterfly получат премию «San Diego Music Awards» за достижение в культурной жизни Сан-Диего. Церемония состоялась 12 сентября 2010 года. Премию вручил мэр Сан-Диего Джерри Сандерс.
Позже в том же году Рэй Уэстон (ранее Wishbone Ash) подменил на ударных Буши, который тогда испытывал проблемы со здоровьем.
В начале 2012 года Фил Парлапиано на некоторых шоу подменил Мартина Гершвица, когда тот был в сольном турне.

### Смерть Рейнхартдта и Дормана, распад группы (2012—2014)
2 января 2012 года от цирроза печени в возрасте 63 лет скончался бывший участник группы Ларри «Рино» Рейнхардт. Басист Ли Дорман, который испытывал проблемы с сердцем, скончался 21 декабря того же года в возрасте 70 лет. Рейнхардт и Дорман вместе были основателями Captain Beyond, наряду с бывшим вокалистом Deep Purple Родом Эвансом и барабанщиком Бобби Колдуэллом.
После смерти Дормана Iron Butterfly снова распалась. В 2013 году Чарли Маринкович сделал заявление о том, что больше не является участником Iron Butterfly, и что лидер коллектива, Рон Буши, серьёзно болен. Таким образом дальнейшая деятельность группы была под вопросом.
В 2014 году Буши, почувствовав себя лучше, заявил, что не исключает возможности воссоединения Iron Butterfly с Мартином Гершвицом в качестве клавишника и вокалиста.

### Третье воссоединение и смерть Рона Буши, Дуга Ингла и Майка Пинеры (2014 — н. в.)
В конце 2014 года стало известно, что коллектив вновь воссоединился. Обновлённый состав включал в себя Майка Пинеру, Рона Буши, Дуга Ингла-младшего и неназванного бас-гитариста. Тем не менее этот реюнион не увенчался успехом, и в 2015 году официальный сайт группы сообщил о том, что теперь участниками Iron Butterfly являются: басист Дэйв Мерос, гитарист Эрик Барнетт, клавишник Фил Парлапиано, барабанщик Рэй Уэстон и перкуссионист Майк Грин. Мерос и Уэстон ранее подменяли на концертах Дормана и Буши в 2006 и 2010 годах.
Основатель и бас-гитарист IB Грэг Уиллис, перенёсший в апреле 2012 года инсульт, скончался в Портленде, штат Орегон 11 ноября 2016 года в возрасте 67 лет. 30 ноября в клубе Nicky Rottens, в Эль-Кахоне, в Калифорнии состоялся концерт его памяти.
25 ноября того же года в своём доме в Лос-Анджелесе в возрасте 63 лет скончался бывший клавишник Butterfly Ларри
Раст.
В 2018 году Мартин Гершвиц — снова клавишник Iron Butterfly.
25 июня 2019 года The New York Times Magazine назвал Iron Butterfly среди сотен исполнителей, чей материал, как сообщается, был уничтожен во время пожара в Universal Studios Hollywood 2008 года.
15 января 2020 года официальный сайт Iron Butterfly и их агент по бронированию объявили состав группы на 2020 год: Эрик Барнетт (гитара, вокал), Дэйв Мерос (бас, вокал), Берни Перши (барабаны, перкуссия), Мартин Гершвиц (клавишные, вокал), с периодически приглашаемыми или замещающими музыкантами: Рон Буши (барабаны, перкуссия), Рэй Уэстон (барабаны, перкуссия) и Майкл Томас Франклин (клавишные).
29 августа 2021 года TMZ сообщил, что Рон Буши умер утром в медицинском центре Калифорнийского университета в возрасте 79 лет после борьбы с раком пищевода. Вскоре после его кончины группа распалась.
Ингл умер 24 мая 2024 года в возрасте 78 лет. Он был последним выжившим участником классического состава Iron Butterfly, выступавшего в альбоме In-A-Gadda-Da-Vida.
Майк Пинера умер 20 ноября 2024 года от рака печени в возрасте 76 лет. Он был последним оставшимся в живых участником состава Iron Butterfly, участвовавшего в альбоме Metamorphosis.

## Музыканты

### Классический состав
- Дуг Ингл — орган, вокал (1966—71, 1978—79, 1982—85, 1987—88, 1994—99; умер в 2024)
- Рон Буши — ударные, перкуссия (1966-71, 1974-77, 1978-79, 1982, 1987, 1987-88, 1993—2012, 2014—2021; один концерт — 1982; умер в 2021)
- Эрик Бранн — гитара, вокал (1967-69, 1974-77, 1978-79, 1979-80, 1982, 1987, 1987-89; умер в 2003)
- Ли Дорман — бас-гитара, вокал (1967-71, 1977-78, 1978-85, 1987—2012; умер в 2012)

### Прочие участники
- Дэнни Вейс — гитара (1966—1967)
- Джек Пинни — ударные, перкуссия (1966)
- Грег Уиллис — бас-гитара (1966; умер в 2016)
- Дэррил Делоуч — вокал (1966—1967; умер в 2002)
- Джерри Пенрод — бас-гитара, бэк-вокал (1966—1967)
- Брюс Морс — ударные перкуссия (1966)
- Майк Пинера — гитара, вокал (1970—1972, 1978—1979, 1982, 1987, 1993, 2014—2015; умер в 2024)
- Ларри «Рино» Рейнхардт — гитара (1969-71, 1977-78, 1978-79, 1981-84, 1989-93; умер в 2012)
- Филип Тейлор Крамер — бас-гитара, клавишные, вокал (1974-77; умер после 1995)
- Говард Рейтзес — клавишные, вокал (1974—1975)
- Билл ДеМартинес — клавишные, вокал (1975—1977, 1987)
- Кевин Карамитрос — ударные (1977—1978)
- Джими Хендерсон — вокал (1977—1978)
- Ларри Кирнан — клавишные (1977—1978)
- Дэвид Лав — гитара (1977—1978)
- Джон Леймсайдер — клавишные (1978, 1979, 1981—1982)
- Кит Эллис — бас-гитара (1978; умер в 1978)
- Бобби Колдуэлл — ударные, перкуссия (1979, одно выступление — 1984)
- Бобби Хасбрук — гитара, вокал (1978—1982)
- Натан Пино — клавишные (1979)
- Зам Джонсон — ударные, перкуссия (1980)
- Тим Кислан — клавишные (1980)
- Старз Вандерлокет — перкуссия, вокал (1980)
- Люк — перкуссия, вокал (1981—1982, 1982—1983)
- Джимми Рок — ударные (1981—1982)
- Рэнди Скирвин — гитара, вокал (1981—1982)
- Гай Бэбилон — клавишные (1982—1983; умер в 2009)
- Иэн Ювена[англ.] — ударные, перкуссия (1982)
- Джон Ширер — ударные (1982—1983)
- Джерри Соммерс — ударные, перкуссия (1983)
- Рик Ротанте — ударные, перкуссия (1983—1984)
- Ленни Кампанеро — ударные, перкуссия (1984—1985)
- Стив Фишер — гитара, бэк-вокал (1984—1985)
- Кёртис Тил — бас-гитара (1985; умер в 1985)
- Келли Рубенс — бас-гитара (1987)
- Тим Вон Хоффман — клавишные (1987)
- Глен Рапполд — гитара, бас-гитара, вокал (1987)
- Эйс Бейкер — клавишные (1987)
- Сэл Родригес — ударные (1987, 1988)
- Джим Вон Бюлов — гитара (1987)
- Боб Бёрч — бас-гитара (1987; умер в 2012)
- Дуг Джексон — гитара (1987)
- Лайл Ти Уэст — вокал (1987)
- Дерек Хилланд — клавишные, бэк-вокал (1988—1990, 1993—1997; одно выступление — 2003)
- Кенни Сюрез — ударные, перкуссия (1988—1992)
- Стив «Мик» Филдман — вокал (1988—1990)
- Роберт Теппер — вокал (1990—1992)
- Барт Диас — клавишные (1992)
- Дэнни Артаче — гитара, вокал (1993)
- Дуг Босси — гитара (1994—1995)
- Эрик Барнетт — гитара, вокал (1995—2002, 2015-2021)
- Демиан Бюджанта — клавишные, вокал (1999)
- Ларри Раст — клавишные, вокал (1999—2005; умер в 2016)
- Чарли Маринкович[англ.] — гитара, вокал (2002—2012)
- Мартин Гершвиц[англ.] — клавишные, вокал (2005—2012, 2015, 2018-2021)
- Дуг Ингл-младший — орган, вокал (2014—2015)
- Фил Парлапиано — клавишные, вокал (2015—2018; одно выступление — 2012)
- Майк Грин — перкуссионные, вокал (2015—2020)
- Рэй Уэстон[англ.] — ударные, перкуссия (2015—2020; одно выступление — 2010, 2020)
- Дэйв Мерос[англ.] — бас-гитара, вокал (2015 —2021; одно выступление — 2006)
- Берни Перси[англ.] — ударные, вокал (2020-2021)

Музыканты на разовое выступление
- Мэнни Бертематти — ударные, перкуссия (одно выступление — 1971)
- Донни Восбург — ударные (одно выступление — 1987)
- Дуг Фридман — ударные, перкуссия (substitute — 1989)
- Джоан Монтана — бэк-вокал (один концерт — 1989)
- Сесилия Ноэл — бэк-вокал (один концерт — 1989)
- Оли Лариус — бас-гитара (одно выступление — 2001)
- Кен Чалупник — бас-гитара (одно выступление — 2006)

## Дискография
Студийные альбомы
- 1968 — Heavy
- 1968 — In-A-Gadda-Da-Vida
- 1969 — Ball
- 1970 — Metamorphosis
- 1975 — Scorching Beauty
- 1975 — Sun and Steel

Концертные альбомы
- 1970 — Live
- 2011 — Fillmore East 1968[34]

Сборники
- 1992 — Evolution: The Best of Iron Butterfly
- 2002 — Star Collection
- 2004 — Rare Flight
- 2005 — Light & Heavy: The Best of Iron Butterfly